# Damian Ligęza
Damian Ligęza (ur. 21 marca 1987 r. w Siedliskach) – polski niepełnosprawny lekkoatleta. Występuje w klasyfikacji F55.

## Życiorys
W 2006 roku świętując koniec szkoły, spadł z dachu na proste nogi. Uszkodził sobie kręgi, przez co porusza się obecnie na wózku inwalidzkim.

## Wyniki
| Rok  | Zawody                        | Miejscowość | Konkurencja          | Wynik | Pozycja    |
| ---- | ----------------------------- | ----------- | -------------------- | ----- | ---------- |
| 2018 | Mistrzostwa Europy            | Berlin      | Pchnięcie kulą (F55) | 9,25  | 8. miejsce |
| 2018 | Mistrzostwa Europy            | Berlin      | Rzut oszczepem (F55) | 24,49 | 6. miejsce |
| 2019 | Mistrzostwa świata            | Dubaj       | Pchnięcie kulą (F55) | 10,80 | 7. miejsce |
| 2021 | Mistrzostwa Europy            | Bydgoszcz   | Pchnięcie kulą (F55) | 11,27 | 4. miejsce |
| 2021 | Memoriał Kamili Skolimowskiej | Chorzów     | Pchnięcie kulą (F55) | 11,28 | 3. miejsce |